# Branko Kostić
Branko Kostić (Rvaši kod Cetinja, 28. kolovoza 1939. – Podgorica, 20. kolovoza 2020.), ekonomist i društveno-politički djelatnik SFR Jugoslavije i SR Crne Gore.

## Biografija
Rođen je 28. kolovoza 1939. godine u Rvašima kod Cetinja. Završio je Ekonomski fakultet u Beogradu. Član Saveza komunista Jugosalvije je postao 1957. godine.
Bio je organizacijski tajnik fakultetskog komiteta i tajnik Sveučilišnog komiteta SKJ u Beogradu, član Centralnog komiteta SK Crne Gore od Četvrtog kongresa, član pa predsjednik CK Narodnog odbora Crne Gore od 1963., član i predsjednik CK Saveza omladine Jugoslavije, član Izvršnog odbora SSRN Crne Gore, predsjednik Sekcije za društvene organizacije Republičke konferencije Crne Gore. Bio je i savjetnik za komercijalne poslove Aluminijskog kombinata u Podgorici.
Bio je predsjednik Predsjedništva SR Crne Gore od 17. ožujka 1989. do 23. prosinca 1990. i vršitelj dužnosti predsjednika "krnjeg" Predsjedništva SFR Jugoslavije od 6. prosinca 1991. do 15. lipnja 1992. godine, kada je funkcija ukinuta. Bio je i četrnaesti glavni tajnik Pokreta nesvrstanih od 6. prosinca 1991. do 15. lipnja 1992. godine.
Godine 1990., postao je član Demokratske partije socijalista Crne Gore, nasljednika SK Crne Gore. Od 16. svibnja 1991. godine, bio je član Predsjedništva SFR Jugoslavije.
Bio je veliki zagovaratelj srpsko-crnogorskog zajedništva.
Preminuo je 20. kolovoza 2020. godine.